# طوابع البريد والتاريخ البريدي لجمهورية الشرق الأقصى

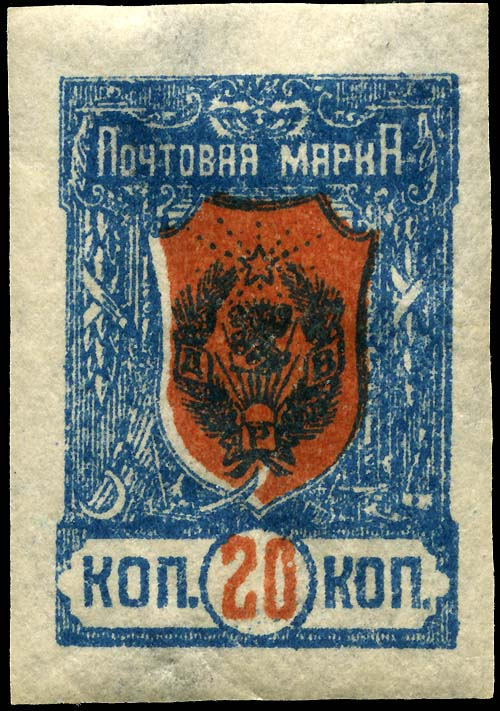
طابع بريدي من إصدار أف إي أر 1921 تشيتا.

جمهورية الشرق الأقصى والتي تسمى أحيانًا جمهورية تشيتا كانت موجودة من أبريل 1920 إلى نوفمبر 1922 في الجزء الشرقي من سيبيريا. شكلت من مناطق أمور وترانس بايكال وكامتشاتكا وساخالين وبريموري. من الناحية النظرية امتدت من بحيرة بايكال إلى فلاديفوستوك ولكن في مايو 1921 انفصلت مقاطعتا بريامور وماريتايم. مع أن استقلالها اسميًا إلا أنها كانت خاضعة إلى حد كبير لسيطرة جمهورية روسيا الاتحادية الاشتراكية السوفييتية وكان هدفها الرئيسي أن تكون دولة عازلة ديمقراطية بين جمهورية روسيا الاتحادية الاشتراكية السوفييتية والأراضي التي احتلتها اليابان خلال الحرب الأهلية الروسية لتجنب الحرب مع اليابان. في البداية كانت عاصمتها فيرخنيودينسك (أولان أودي الآن) ولكن اعتبارًا من أكتوبر 1920 أصبحت تشيتا. في 15 نوفمبر 1922 بعد انتهاء الحرب وانسحاب اليابان من فلاديفوستوك ضمت جمهورية الشرق الأقصى إلى روسيا السوفيتية.

## طوابع بريدية

### الحكومة الائتلافية
في عام 1920 شكلت جمهورية روسيا الاتحادية الاشتراكية السوفييتية بالاتفاق مع الشيوعيين والثوريين الاجتماعيين والديمقراطيين الاجتماعيين حكومة ائتلافية من ثلاثة أحزاب أطلق عليها اسم "جمهورية الشرق الأقصى" (أف إي أر). كان أول رئيس للاتحاد الاقتصادي والنقدي هو ألكسندر كراسنوتشيكوف. في سبتمبر 1920 أمرت هذه الحكومة إدارة البريد المركزية التابعة لها بجمع جميع مخزونات الطوابع البريدية القيصرية المتبقية من جميع مكاتب البريد في منطقة جمهورية روسيا الاتحادية الاشتراكية. كانت هناك إمدادات كبيرة من إصدار "الأسلحة" للإمبراطورية الروسية من عام 1909 إلى عام 1917 في مكتب البريد الرئيسي في خاباروفسك وأيضًا في فلاديفوستوك. في البداية كان البريد مختومًا بطوابع "الأسلحة" هذه وطوابع كولتشاك (سيبيريا) المطبوعة عليها حتى الآن. وقد أدى هذا إلى ظهور خطر فقدان الإيرادات بسبب طوابع "الأسلحة" المستوردة. وبناءً على ذلك أتخذ القرار بطباعة جميع طوابع "الأسلحة" بالأحرف الروسية الأولى "دي بي بيه" والتي تعني "جمهورية الشرق الأقصى" (الروسية: Дальне-Восточная Республика، رومنة: Dalne-Vostochnaya Respublika)، وقبول الطوابع المطبوعة فقط للختم داخل أف إي أر. يظل تاريخ الإصدار الدقيق غير مؤكد حيث تذكر المصادر 23 نوفمبر وكذلك 12 ديسمبر 1920.
بعد استنفاد طوابع "دي بي بيه" أو دي في أر المطبوعة طبع أربعة طوابع جديدة مختلفة على غرار نوع "الأسلحة" القيصرية من عام 1909 إلى عام 1917 في عام 1921 في فلاديفوستوك. تاريخ الإصدار الدقيق غير معروف وتتراوح تقديرات أعداد الإنتاج من 600,000 إلى 1,000,000.

### حكومة بريامور المؤقتة، ميركولوف
في مايو 1921 وقعت انقلاب الحركة البيضاء في فلاديفوستوك. أعلنت السلطات الجديدة هناك إلغاء حكومة أف إي أر وشكلت حكومة بريامور المؤقتة ( الروسية: Временное Приамурское Правительство، رومنة: Vremennoye Priamurskoye Pravitel'stvo VPP). برئاسة الأخوين سبيريدون ميركولوف. في 22 مايو 1922 قام بنك ولاية فلاديفوستوك بوضع طباعة إضافية على أربعة من الإصدارات النهائية لعام 1921 تتكون من شكل بيضاوي و"26.في.1921–1922". وقد أقيم احتفال بمناسبة الذكرى السنوية الأولى لحكومة ميركولوف. كان من المقرر استخدام الطوابع في منطقة بريمورسك الجنوبية. كان عدد الإصدارات منخفضًا حوالي 2000.

بالإضافة إلى هذه الطبعات قام أحد ممثلي حكومة ميركولوف بطباعة نوع "الأسلحة" القيصرية من عام 1909 إلى عام 1917 في نيكولايفسك أون أمور في عام 1921. تتضمن الطباعة فوقها الأحرف 'ن نا أ/بيه في بيه' وقيم الكوبيك الذهبية الجديدة. لقد حصل ذلك عن طريق الختم اليدوي حيث دمرت جميع أعمال الطباعة في نيكولايفسك أون أمور.

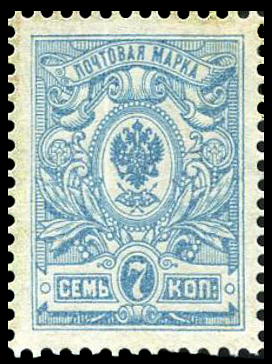
إصدار "الأسلحة" القيصرية لروسيا عام 1908
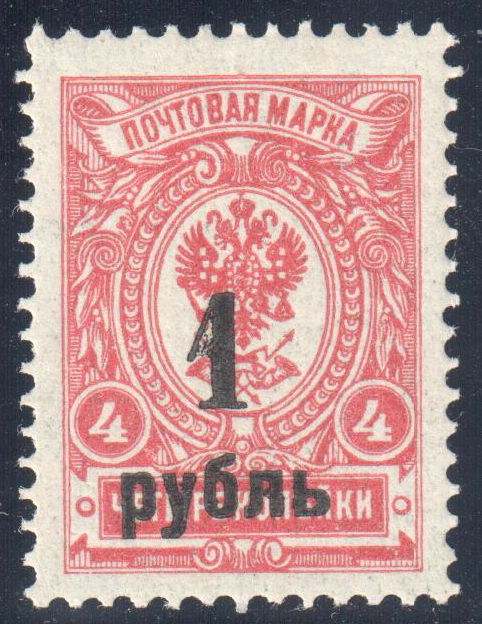
إصدار كولتشاك 1919 للطباعة الزائدة
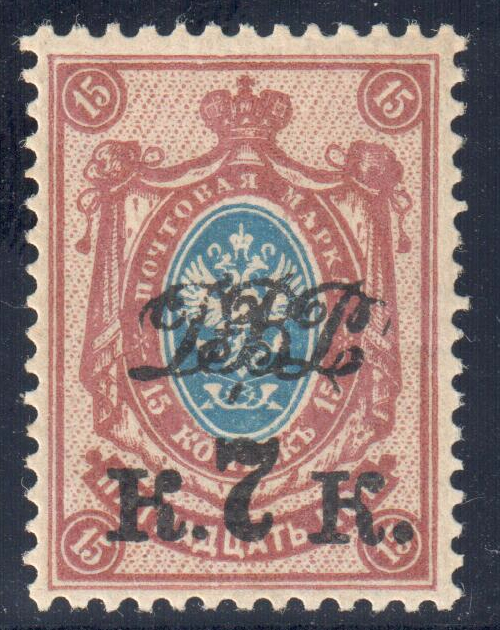
مشكلة الطباعة الزائدة على مسجل الفيديو الرقمي أف إي أر 1920
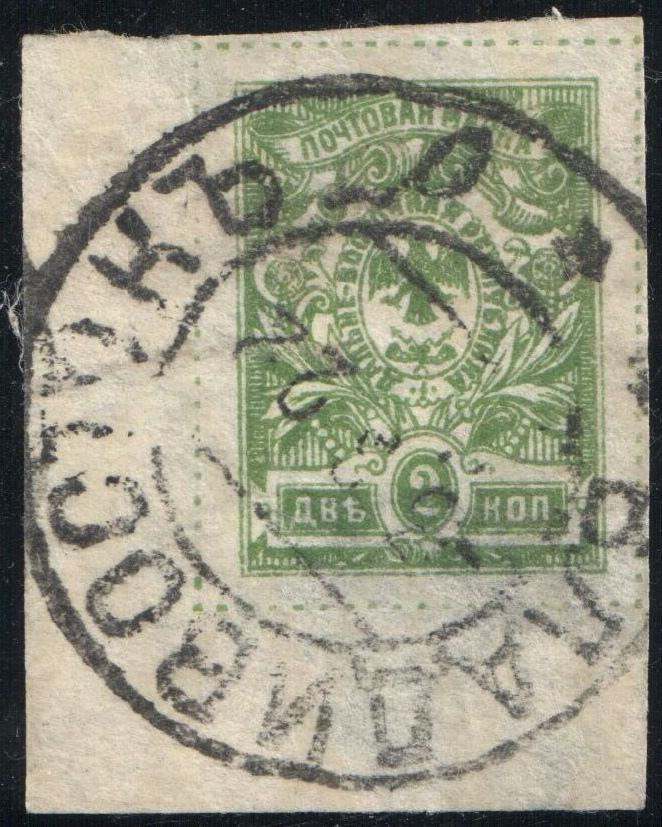
إصدار "الأسلحة" الصادر عن فلاديفوستوك عام 1921
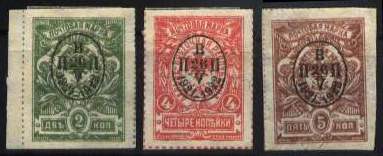
مجلة ميركولوف العدد 1922
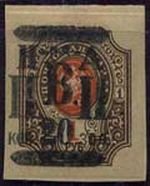
نيكولايفسك أون أمور إصدار ١٩٢١

### حكومة منطقة بريامور الريفية، ديتيريخس
كان السكان المحليون الذين تديرهم الجمعية الريفية (زيمسكوي سوبراني) غير راضين عن حكومة ميركولوف. عينت الجمعية الريفية الجنرال ميخائيل كونستانتينوفيتش ديتيريخس ( الروسية: Михаи́л Константи́нович Ди́терихс) بصفته حاكمًا وقائدًا عسكريًا للقوات المسلحة الريفية (حرب زيمسكايا) في إقليم بريامور زيمستفو. وبعد فترة وجيزة من تعيينه أطاح ديتيريكس بحكومة ميركولوف وأعاد تسمية المنطقة باسم "إقليم بريامورسكي زيمسكي" (منطقة بريامور الريفية). لم يتعرف الديتيرخيون على أف إي أر وكانوا يحملون "دي في أر" الإصدارات العادية لعام 1921 وإصدار "الأسلحة" للإمبراطورية الروسية 1909-1917 مطبوعًا عليها "إقليم بريامورسكي زيمسكي". طبعت الطوابع بواسطة بنك ولاية فلاديفوستوك بين أغسطس وسبتمبر 1922 واستخدمت في منطقة بريمورسك الجنوبية بين سبتمبر وديسمبر 1922.

### اللجنة العسكرية الثورية
في أكتوبر 1922 أخلى اليابانيون المقاطعة البحرية وفرّ الديتيريكيون الذين هزمهم جيش جمهورية ألمانيا الاتحادية في 14 أكتوبر 1922 إلى الخارج. استولى البلاشفة على فلاديفوستوك في 25 أكتوبر 1922 وأنشأوا لجنة عسكرية ثورية. 10,000 مجموعة من الطوابع البريدية النهائية لـ أف إي أر طبعت "1917.7.الحادي عشر.1922"، احتفالاً بالذكرى الخامسة لثورة أكتوبر وHصدرj في 7 نوفمبر 1922. ظلت هذه الطوابع مستخدمة حتى أوائل عام 1923.

توقفت جمهورية أيرلندا عن الوجود كدولة مستقلة في 15 نوفمبر 1922. خلال عام 1923 وأوائل عام 1924 ظلت إصدارات الطوابع السيبيرية المختلفة قيد التداول وكانت أغلبها إصدارات تشيتا.

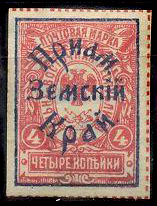
ديتريكس إصدار 1922
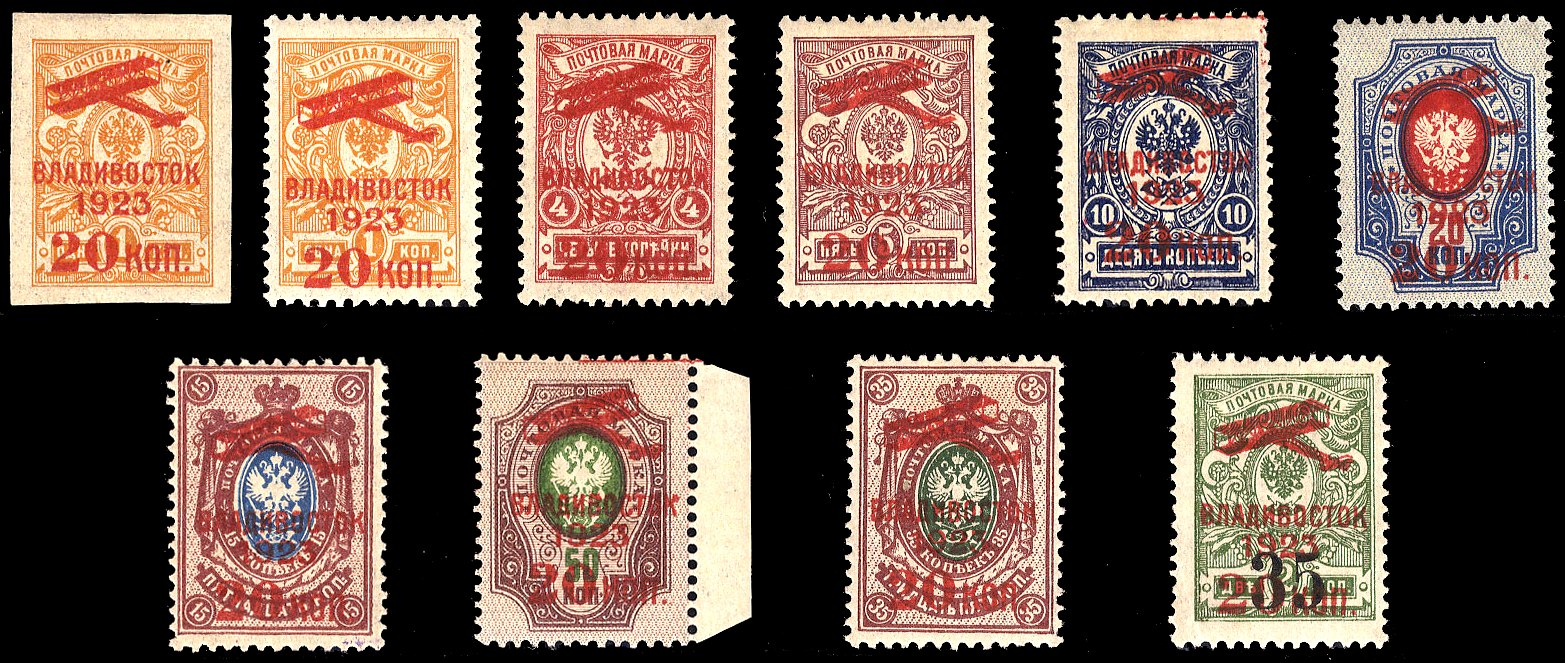
إصدارات بريد فلاديفوستوك الجوي عام 1923

## القرطاسية البريدية

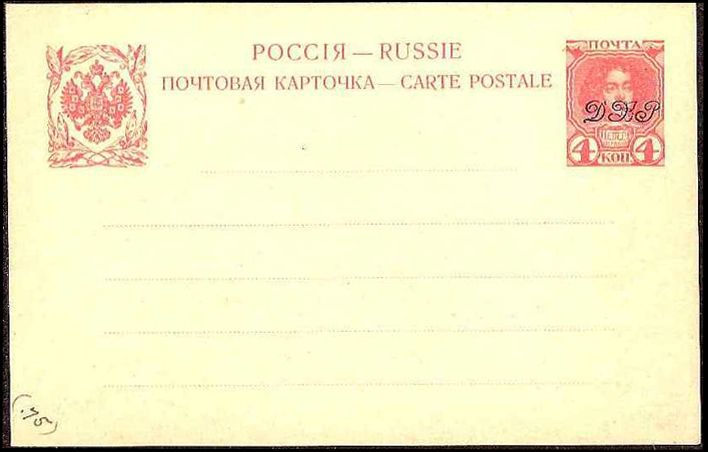
بطاقة بريدية من عام 1920 تحمل شعار أف إي أر مطبوعًا عليها "دي في أر"

في عام 1920 قامت الحكومة الائتلافية بإنتاج القرطاسية البريدية من خلال طباعة بطاقات البريد الروسية القيصرية وأغلفة الصحف التي كانت تحمل بالفعل تصميمات مختلفة من الطوابع المطبوعة لإظهار أن البريد دفع مسبقًا. على غرار الطوابع تتكون الطباعة الفوقية من الأحرف الروسية الأولى "دي بي بيه" والتي تعني جمهورية الشرق الأقصى (جمهورية الشرق الأقصى) ووضعت أفقيًا على الطابع المطبوع.
استخدم أربع بطاقات بريدية مختلفة. طبعت بطاقات بريدية بقيمة 3 كوبيك (1909) و4 كوبيك (بطاقة رومانوف لعام 1913) و5 كوبيك بنية (بطاقة كيرينسكي لعام 1917) وبطاقة رد بقيمة 5 كوبيك (بطاقة كيرينسكي لعام 1917).
في عامي 1890 و1891 استخدام أغلفة قيصرية 1 كوبيك برتقالية و2 كوبيك خضراء. يمكن تمييز أربعة أنواع مختلفة من الأغلفة مع أن بعض الكتالوجات تقسم كل غلاف 2 كوبيك إلى نوعين مع اختلافات في الحجم مما يجعل المجموع ستة أغلفة مختلفة.

## جمع الطوابع والقرطاسية البريدية لجمهورية الشرق الأقصى
أنتج العديد من الطوابع المذكورة أعلاه بأعداد كبيرة وهي متوفرة بسهولة اليوم في حين أن البعض الآخر نادر جدًا. نادرًا ما نشاهد استخدامات حقيقية على الغلاف لبعض الإصدارات كما أنها نادرة إلى حد ما بالنسبة لمعظم الإصدارات. ينبغي التعامل مع بعض الطوابع البريدية المزعومة الصادرة عن جمهورية الشرق الأقصى بحذر حيث لا يوجد دليل على استخدامها بريديًا على الإطلاق. وتشمل هذه الإصدارات ما يسمى بإصدار نيكولايفسك أون أمور وإصدار فلاديفوستوك للبريد الجوي لعام 1923. توجد أيضًا إصدارات خيالية مثل طبعات "بريبايكال".
تشكل الطوابع والمستندات البريدية في فترة الحرب الأهلية الروسية موضوعًا معقدًا يمنح هواة الجمع المتقدمين تحديًا كبيرًا في مجال علم الطوابع.

### جمعيات الطوابع
- ArGe Russland/UdSSR Arbeitsgemeinschaft Russland/UdSSR eV هي جمعية روسية لهواة جمع الطوابع مقرها في ألمانيا.
- جمعية هواة جمع الطوابع البريطانية الروسية BSRP هي جمعية هواة جمع الطوابع الروسية ومقرها بريطانيا
- جمعية روسيكا لهواة جمع الطوابع الروسية هي جمعية روسية لهواة جمع الطوابع مقرها الولايات المتحدة

## قراءة إضافية
- Ceresa، Dr. R.J. (1983). Postage Stamps of Russia 1917-23 (Volume 3 The Armies & Post Offices, part 3-5). ASIN:B002NATGT6.
- Stanley Gibbons Ltd, Europe and Colonies 1970, Stanley Gibbons Ltd, 1969
- Rossiter, Stuart & John Flower. The Stamp Atlas. London: Macdonald, 1986. (ردمك 0-356-10862-7)ISBN 0-356-10862-7

## الروابط خارجية
- AskPhil – مسرد مصطلحات جمع الطوابع
- موسوعة تاريخ البريد
- منتدى جمعية روسيكا لهواة جمع الطوابع الروسية